# Козокрвнице
Козокрвнице (лат. Caprifoliaceae) су породица биљака из реда Dipsacales. Распоређене су скоро на целој планети. Најразличитије врсте су пронађене у Северној Америци и источној Азији.

## Родови
1. Bassecoia
2. Centranthus
3. Cephalaria
4. Diervilla
5. Dipsacus
6. Fedia
7. Heptacodium
8. Knautia
9. Leycesteria
10. Linnaea
11. Lomelosia
12. Lonicera
13. Morina
14. Nardostachys
15. Patrinia
16. Plectritis
17. Pseudoscabiosa
18. Pterocephalus
19. Pycnocomon
20. Scabiosa
21. Succisa
22. Symphoricarpos
23. Triosteum
24. Triplostegia
25. Valeriana
26. Valerianella
27. Weigela
28. Zabelia